# Gheorghe Chipail
Gheorghe Chipail (n. 15 februarie 1905, satul Cucuteni, comuna Durnești, județul Botoșani – d. 2 august 1997, Iași) a fost un medic chirurg, șef al Clinicii a III-a Chirurgicală de la Spitalul „Sf. Spiridon” din Iași și profesor la Facultatea de Medicină din Iași.

## Biografie
Gheorghe Chipail s-a născut în 1905, tatăl său fiind preotul satului. A fost elev la Liceul Internat din Iași. După bacalaureat a urmat cursurile Facultății de Medicină din Iasi, pe care a absolvit-o în 1930. În 1936 devine medic secundar de chirurgie, desăvârșindu-și pregătirea de chirurg la Spitalul Colțea din București alături de profesorii Nicolae Hortolomei și Traian Nasta. În 1943 este numit profesor de chirurgie la Facultatea de Medicină din Iași. După revenirea din refugiu, de la Alba Iulia, a Spitalului „Sfântul Spiridon” Gheorghe Chipail a reușit să deschidă, în toamna anului 1944, actuala Clinică a III-a Chirurgicală, clinică pe care a condus-o până în 1974, când s-a pensionat. În practica medicală a abordat, pe lângă chirurgia abdominală, numeroase alte domenii: neurochirurgia, chirurgia ORL, urologia, ortopedia, chirurgia toracică, curajos însă păstrând întotdeauna „măsura lucrurilor”. În 1950, Gheorghe Chipail a realizat prima operație pe cord din România iar în 1954 prima comisurotomie pe cord închis la Iași, la scurt timp după ce profesorul Nicolae Hortolomei operase prima stenoză mitrală în România.

## Familia
Gheorghe Chipail a avut o soră, Maria, căsătorită cu profesorul Oscar Franche, care a fost medic, șefa Clinicii de Boli Contagioase din Iași timp de peste 30 de ani. A fost căsătorit cu Asia Chipail, profesor de pediatrie, fiica profesorului Leon Ballif.

## Distincții
- Ordinul „Steaua Republicii Populare Romîne” clasa a IV-a (10 august 1964) „pentru merite deosebite în opera de construire a socialismului, cu prilejul celei de a XX-a aniversări a eliberării patriei”[6]
- Ordinul „Meritul Științific” clasa a II-a (16 decembrie 1972) „pentru merite deosebite în opera de construire a socialismului, cu prilejul aniversării a 25 de ani de la proclamarea Republicii”[7]

## In memoriam
Pe 6 decembrie 2013, în parcul comunei Durnești, județul Botoșani, a fost dezvelit bustul chirurgului Gheorghe Chipail realizat de sculptorul Marcel Mănăstireanu.

## Lucrări publicate
- Gh.G. Chipail, M. Diaconescu, G. Kreisler, Reintervențiile imediate și precoce în chirurgia abdominală, Editura Junimea, Iași, 1973.
- G.G. Chipail, C. Dragomir, V. Maica, Tratamentul ulcerului gastro-duodenal perforat, Editura Junimea, Seria Esculap nr. 35, Iași, 1981.
- G.G. Chipail, Din viața, activitatea și gândurile unui chirurg, Editura Junimea, Iași, 1990, ISBN: 9789733701071